# 夸西夸西克羅省
7°1′N 4°43′W / 7.017°N 4.717°W

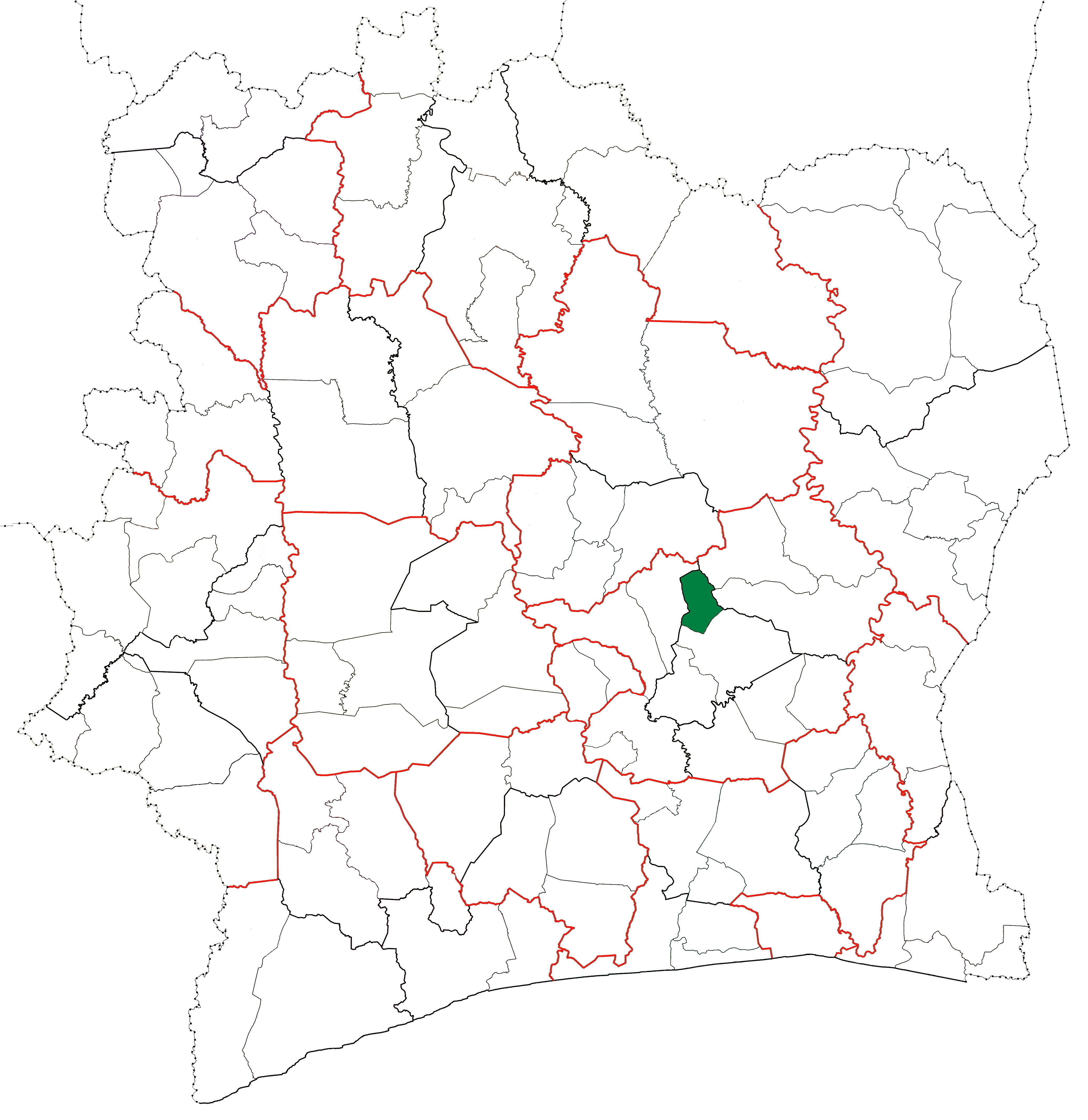

夸西夸西克羅省（Kouassi-Kouassikro Department），是科特迪瓦的省份，位於該國中部湖泊區，由恩濟大區負責管轄，成立於2012年，面積1,380平方公里，2014年人口29,612，人口密度每平方公里21人。